# Erinnophilie
Erinnophilie bezeichnet das neben der Philatelie selbständig bestehende Sammelgebiet der nichtpostalischen Marken. Beispiele für solche Marken sind Siegelmarken, Stempelmarken, Gebührenmarken, Steuermarken, Werbemarken, Cinderellas und Vignetten. Es gibt auch mit der Philatelie überschneidende Sammelgebiete, z. B. bei den halbamtlichen Flugmarken. Geprägt wurde der Begriff von dem französischen Sammler Dr. Cazin, der so etwas sammelte.